# 15e étape du Tour de France 2007
Pour un article plus général, voir Tour de France 2007.
La 15e étape du Tour de France 2007 a eu lieu le 23 juillet. Le parcours de 196 kilomètres reliait Foix à Loudenvielle-Le Louron.

## Profil de l'étape
- Foix : départ
- Prayols, la route longe l'Ariège (rivière), Tarascon-sur-Ariège, Prat-Communal (commune de Saurat), Col de Port (2e catégorie)
- Traversée du Massif de l'Arize, Massat, Soulan, La route longe le Salat (rivière), Lacourt, Saint-Girons (Ariège) (Sprint bonificateur)
- La route longe le Lez, Moulis, Engomer, Aucazein, Saint-Lary, Passage dans la Haute-Garonne, Col du Portet-d'Aspet (2e catégorie)
- Col de Menté (1re catégorie)
- Boutx, Traversée de la Garonne, Marignac (Sprint bonificateur), Passage dans les Hautes-Pyrénées, Mauléon-Barousse, Ferrère, Gouffre de la Saoule et Pont, Chalets de Saint-Nérée[1],[2],[3], Port de Balès (Hors Catégorie) : passage dans la Haute-Garonne
- Col de Peyresourde (1re catégorie) : retour dans les Hautes-Pyrénées
- Loudenvielle - Louron : arrivée.

## Récit
Alexandre Vinokourov s'est échappé dans le Col de Port avec un groupe de 25 coureurs. Il lâche ses derniers compagnons d'échappée (Kim Kirchen, Haimar Zubeldia, Juan José Cobo, Juan Manuel Gárate, David Arroyo) dans le col de Peyresourde et termine en solitaire à Loudenvielle - Louron. Malgré de nombreuses tentatives, Alberto Contador ne réussit pas à distancer le maillot jaune, Michael Rasmussen, qui reste donc en tête du classement avec 2 minutes 23 secondes d'avance. Les coureurs ont une journée de repos avant de disputer la dernière étape de montagne, Gourette - Col d'Aubisque, le 25 juillet.

## Classement de l'étape
| \| Classement de l'étape \| Classement de l'étape \| Classement de l'étape \| Classement de l'étape \| Classement de l'étape \| \| Coureur \| Coureur \| Pays \| Équipe \| Temps \| \| --------------------- \| --------------------- \| --------------------- \| --------------------- \| --------------------- \| \| 1er \| Alexandre Vinokourov \| Kazakhstan \| Astana \| DQ \| \| 1er \| Kim Kirchen \| Luxembourg \| T-Mobile \| 5 h 35 min 19 s \| \| 2e \| Haimar Zubeldia \| Espagne \| Euskaltel-Euskadi \| + 0 s \| \| 3e \| Juan José Cobo \| Espagne \| Saunier Duval-Prodir \| + 7 s \| \| 4e \| Juan Manuel Gárate \| Espagne \| Quick Step-Innergetic \| + 1 min 23 s \| \| 5e \| David Arroyo \| Espagne \| Caisse d'Épargne \| + 2 min 32 s \| \| 6e \| Bernhard Kohl \| Autriche \| Gerolsteiner \| + 3 min 34 s \| \| 7e \| Christian Vande Velde \| États-Unis \| CSC \| + 3 min 34 s \| \| 8e \| Ludovic Turpin \| France \| AG2R Prévoyance \| + 4 min 25 s \| \| 9e \| Alberto Contador \| Espagne \| Discovery Channel \| + 4 min 40 s \| \| 10e \| Michael Rasmussen \| Danemark \| Rabobank \| + 4 min 40 s \| |                       |            |                       |                 |
| |                       |            |                       |                 |
| |                       |            |                       |                 |
| Classement de l'étape |                       |            |                       |                 |
| Coureur | Coureur               | Pays       | Équipe                | Temps           |
| 1er | Alexandre Vinokourov  | Kazakhstan | Astana                | DQ              |
| 1er | Kim Kirchen           | Luxembourg | T-Mobile              | 5 h 35 min 19 s |
| 2e | Haimar Zubeldia       | Espagne    | Euskaltel-Euskadi     | + 0 s           |
| 3e | Juan José Cobo        | Espagne    | Saunier Duval-Prodir  | + 7 s           |
| 4e | Juan Manuel Gárate    | Espagne    | Quick Step-Innergetic | + 1 min 23 s    |
| 5e | David Arroyo          | Espagne    | Caisse d'Épargne      | + 2 min 32 s    |
| 6e | Bernhard Kohl         | Autriche   | Gerolsteiner          | + 3 min 34 s    |
| 7e | Christian Vande Velde | États-Unis | CSC                   | + 3 min 34 s    |
| 8e | Ludovic Turpin        | France     | AG2R Prévoyance       | + 4 min 25 s    |
| 9e | Alberto Contador      | Espagne    | Discovery Channel     | + 4 min 40 s    |
| 10e | Michael Rasmussen     | Danemark   | Rabobank              | + 4 min 40 s    |

NB : Après son contrôle dopage positif, Alexandre Vinokourov fut déclassé, la victoire d'étape revint donc à Kim Kirchen.

## Classement général
Après cette étape de montagne, seuls les deux leaders du classement, Danois Michael Rasmussen (Rabobank) et l'Espagnol Alberto Contador (Discovery Channel), prennent du temps sur leurs poursuivants directs. Ils prennent une minute d'avance complémentaire sur les coureurs classés de la 3e à la 6e place, que ce soit l'Australien Cadel Evans (Predictor-Lotto), Levi Leipheimer (Discovery Channel), Andreas Klöden (Astana) et Carlos Sastre (CSC). Grâce à leurs présences dans l'échappée et leur doublé à Loudenvielle, Haimar Zubeldia (Euskaltel-Euskadi) et Kim Kirchen (T-Mobile) font leur rentrer dans le Top 10, respectivement 7e et 9e.
L'Américain Levi Leipheimer, 4e du classement général, est disqualifié en 2012 pour ses pratiques dopantes entre 1999 et 2007 et apparait donc rayé dans le classement si dessous.
| \| Classement général \| Classement général \| Classement général \| Classement général \| Classement général \| \| Coureur \| Coureur \| Pays \| Équipe \| Temps \| \| ------------------ \| ------------------ \| ------------------ \| ------------------ \| ------------------ \| \| 1er \| Michael Rasmussen \| Danemark \| Rabobank \| 69 h 52 min 14 s \| \| 2e \| Alberto Contador \| Espagne \| Discovery Channel \| + 2 min 23 s \| \| 3e \| Cadel Evans \| Australie \| Predictor-Lotto \| + 4 min 00 s \| \| 4e \| Levi Leipheimer \| États-Unis \| Discovery Channel \| DQ \| \| 5e \| Andreas Klöden \| Allemagne \| Astana \| + 5 min 34 s \| \| 6e \| Carlos Sastre \| Espagne \| CSC \| + 6 min 46 s \| \| 7e \| Haimar Zubeldia \| Espagne \| Euskaltel-Euskadi \| + 7 min 27 s \| \| 8e \| Andrey Kashechkin \| Kazakhstan \| Astana \| + 7 min 54 s \| \| 9e \| Kim Kirchen \| Luxembourg \| T-Mobile \| + 8 min 24 s \| \| 10e \| Mikel Astarloza \| Espagne \| Euskaltel-Euskadi \| + 9 min 21 s \| |                   |            |                   |                  |
| |                   |            |                   |                  |
| |                   |            |                   |                  |
| Classement général |                   |            |                   |                  |
| Coureur | Coureur           | Pays       | Équipe            | Temps            |
| 1er | Michael Rasmussen | Danemark   | Rabobank          | 69 h 52 min 14 s |
| 2e | Alberto Contador  | Espagne    | Discovery Channel | + 2 min 23 s     |
| 3e | Cadel Evans       | Australie  | Predictor-Lotto   | + 4 min 00 s     |
| 4e | Levi Leipheimer   | États-Unis | Discovery Channel | DQ               |
| 5e | Andreas Klöden    | Allemagne  | Astana            | + 5 min 34 s     |
| 6e | Carlos Sastre     | Espagne    | CSC               | + 6 min 46 s     |
| 7e | Haimar Zubeldia   | Espagne    | Euskaltel-Euskadi | + 7 min 27 s     |
| 8e | Andrey Kashechkin | Kazakhstan | Astana            | + 7 min 54 s     |
| 9e | Kim Kirchen       | Luxembourg | T-Mobile          | + 8 min 24 s     |
| 10e | Mikel Astarloza   | Espagne    | Euskaltel-Euskadi | + 9 min 21 s     |

## Classements annexes
| Classement par points | Classement par points | Classement par points | Classement par points | Classement par points |
| Coureur               | Coureur               | Pays                  | Équipe                | Points                |
| --------------------- | --------------------- | --------------------- | --------------------- | --------------------- |
| 1er                   | Tom Boonen            | Belgique              | Quick Step-Innergetic | 195 pts               |
| 2e                    | Robert Hunter         | Afrique du Sud        | Barloworld            | 175 pts               |
| 3e                    | Erik Zabel            | Allemagne             | Team Milram           | 174 pts               |
| 4e                    | Thor Hushovd          | Norvège               | Crédit Agricole       | 132 pts               |
| 5e                    | Sébastien Chavanel    | France                | La Française des jeux | 127 pts               |

| Classement par points | Classement par points | Classement par points | Classement par points | Classement par points |
| Coureur               | Coureur               | Pays                  | Équipe                | Points                |
| --------------------- | --------------------- | --------------------- | --------------------- | --------------------- |
| 1er                   | Tom Boonen            | Belgique              | Quick Step-Innergetic | 195 pts               |
| 2e                    | Robert Hunter         | Afrique du Sud        | Barloworld            | 175 pts               |
| 3e                    | Erik Zabel            | Allemagne             | Team Milram           | 174 pts               |
| 4e                    | Thor Hushovd          | Norvège               | Crédit Agricole       | 132 pts               |
| 5e                    | Sébastien Chavanel    | France                | La Française des jeux | 127 pts               |

| Classement de la montagne | Classement de la montagne | Classement de la montagne | Classement de la montagne | Classement de la montagne |
| Coureur                   | Coureur                   | Pays                      | Équipe                    | Points                    |
| ------------------------- | ------------------------- | ------------------------- | ------------------------- | ------------------------- |
| 1er                       | Michael Rasmussen         | Danemark                  | Rabobank                  | 142 pts                   |
| 2e                        | Mauricio Soler            | Colombie                  | Barloworld                | 140 pts                   |
| 3e                        | Yaroslav Popovych         | Ukraine                   | Discovery Channel         | 104 pts                   |
| 4e                        | Alberto Contador          | Espagne                   | Discovery Channel         | 85 pts                    |
| 5e                        | Laurent Lefèvre           | France                    | Bouygues Telecom          | 78 pts                    |

| Classement de la montagne | Classement de la montagne | Classement de la montagne | Classement de la montagne | Classement de la montagne |
| Coureur                   | Coureur                   | Pays                      | Équipe                    | Points                    |
| ------------------------- | ------------------------- | ------------------------- | ------------------------- | ------------------------- |
| 1er                       | Michael Rasmussen         | Danemark                  | Rabobank                  | 142 pts                   |
| 2e                        | Mauricio Soler            | Colombie                  | Barloworld                | 140 pts                   |
| 3e                        | Yaroslav Popovych         | Ukraine                   | Discovery Channel         | 104 pts                   |
| 4e                        | Alberto Contador          | Espagne                   | Discovery Channel         | 85 pts                    |
| 5e                        | Laurent Lefèvre           | France                    | Bouygues Telecom          | 78 pts                    |

| Classement du meilleur jeune | Classement du meilleur jeune | Classement du meilleur jeune | Classement du meilleur jeune | Classement du meilleur jeune |
| Coureur                      | Coureur                      | Pays                         | Équipe                       | Temps                        |
| ---------------------------- | ---------------------------- | ---------------------------- | ---------------------------- | ---------------------------- |
| 1er                          | Alberto Contador             | Espagne                      | Discovery Channel            | 69 h 54 min 37 s             |
| 2e                           | Mauricio Soler               | Colombie                     | Barloworld                   | + 12 min 37 s                |
| 3e                           | Kanstantsin Siutsou          | Biélorussie                  | Barloworld                   | + 30 min 35 s                |
| 4e                           | Amets Txurruka               | Espagne                      | Euskaltel-Euskadi            | + 35 min 54 s                |
| 5e                           | Thomas Dekker                | Pays-Bas                     | Rabobank                     | + 59 min 17 s                |

| Classement du meilleur jeune | Classement du meilleur jeune | Classement du meilleur jeune | Classement du meilleur jeune | Classement du meilleur jeune |
| Coureur                      | Coureur                      | Pays                         | Équipe                       | Temps                        |
| ---------------------------- | ---------------------------- | ---------------------------- | ---------------------------- | ---------------------------- |
| 1er                          | Alberto Contador             | Espagne                      | Discovery Channel            | 69 h 54 min 37 s             |
| 2e                           | Mauricio Soler               | Colombie                     | Barloworld                   | + 12 min 37 s                |
| 3e                           | Kanstantsin Siutsou          | Biélorussie                  | Barloworld                   | + 30 min 35 s                |
| 4e                           | Amets Txurruka               | Espagne                      | Euskaltel-Euskadi            | + 35 min 54 s                |
| 5e                           | Thomas Dekker                | Pays-Bas                     | Rabobank                     | + 59 min 17 s                |

| Classement par équipes | Classement par équipes | Classement par équipes | Classement par équipes |
| Équipe                 | Équipe                 | Pays                   | Temps                  |
| ---------------------- | ---------------------- | ---------------------- | ---------------------- |
| 1re                    | Astana                 | Suisse                 | 209 h 52 min 24 s      |
| 2e                     | Discovery Channel      | États-Unis             | + 2 min 53 s           |
| 3e                     | CSC                    | Danemark               | + 15 min 01 s          |
| 4e                     | Caisse d'Épargne       | Espagne                | + 15 min 22 s          |
| 5e                     | Rabobank               | Pays-Bas               | + 18 min 03 s          |

| Classement par équipes | Classement par équipes | Classement par équipes | Classement par équipes |
| Équipe                 | Équipe                 | Pays                   | Temps                  |
| ---------------------- | ---------------------- | ---------------------- | ---------------------- |
| 1re                    | Astana                 | Suisse                 | 209 h 52 min 24 s      |
| 2e                     | Discovery Channel      | États-Unis             | + 2 min 53 s           |
| 3e                     | CSC                    | Danemark               | + 15 min 01 s          |
| 4e                     | Caisse d'Épargne       | Espagne                | + 15 min 22 s          |
| 5e                     | Rabobank               | Pays-Bas               | + 18 min 03 s          |

## Prix de la combativité
- Alexandre Vinokourov